# Kingston Wall
Kingston Wall — финская рок-группа, основанная в Хельсинки в 1987 году. Песни исполнялись на английском языке. Несмотря на то что группа выпустила за семь лет своего существования только три студийных альбома, она обрела репутацию одной из самых значимых финских групп, играющих в жанре психоделического и прогрессивного рока. На группу повлияли такие музыканты, как Джими Хендрикс, Led Zeppelin, The Who и Pink Floyd.

## История группы
Группу основали Петри Валли (вокал, гитара) и Юкка Йюлли (бас-гитара), в 1990 году к группе присоединился Сами Куоппамяки (ударные). Первоначальное название группы было Moonshine Makers, но позже участники его поменяли на Kingston Wall. Период основной активности был между 1992 и 1994 годами. В декабре 1994 года группа сыграла свой последний концерт в Хельсинки, после чего приостановила свою деятельность на неопределённый срок из-за конфликтов среди участников. Через полгода 28 июня 1995 года вокалист группы Петри Валли совершил самоубийство, спрыгнув с крыши церкви Тёёлё.
Первый альбом Kingston Wall I (1992) написан в психоделически-прогрессивном жанре. В альбом также входила кавер-версия песни Джими Хендрикса «Fire», которую крутили по радио, благодаря чему группа обрела известность.
Второй альбом Kingston Wall II (1993) был отмечен влиянием фолк-музыки. Вошедшая в альбом песня «Shine on Me» считается классикой финской рок-музыки. Через две недели после выпуска, альбом занял третье место в хит-параде Финляндии.
Третий, он же последний, альбом Tri-Logy (1994) имеет влияние электронной музыки. «Another Piece of Cake» стала первой песней, по которой снят клип.

## Дискография
- Kingston Wall I (1992)
- II (1993)
- Tri-Logy (1994)